# جاك كونواي (لاعب كرة قدم أسترالية)
جاك كونواي (بالإنجليزية: Jack Conway)‏ هو لاعب كرة قدم أسترالية أسترالي، ولد في 26 مارس 1867 في Geelong West, Victoria ‏ في أستراليا، وتوفي في 22 أكتوبر 1949 في غيلونغ في أستراليا.

## وصلات خارجية
- جاك كونواي على موقع AustralianFootball.com (الإنجليزية)
- جاك كونواي على موقع AFLtables.com (الإنجليزية)